# Sericomyia chalcopyga
Sericomyia chalcopyga är en tvåvingeart som beskrevs av Friedrich Hermann Loew 1863. Sericomyia chalcopyga ingår i släktet torvblomflugor, och familjen blomflugor. Inga underarter finns listade i Catalogue of Life.